# Jezioro Orle (rezerwat przyrody)
Jezioro Orle – wodny rezerwat przyrody w województwie pomorskim, w powiecie bytowskim, w gminie Miastko, w obrębie ewidencyjnym Przęsin, na obszarze Pojezierza Bytowskiego.

## Opis
Ze względu na główny przedmiot ochrony jest rezerwatem wodnym, typu biocenotycznego i fizjocenotycznego, podtypu biocenoz naturalnych; ze względu na typ ekosystemu – wodnym, podtypu jezior oligotroficznych. Zajmuje powierzchnię 12,03 ha.
Rezerwat powstał 1 marca 1966 na mocy Zarządzenia Ministra Leśnictwa i Przemysłu Drzewnego z dnia 23 października 1965 r. w sprawie uznania za rezerwat przyrody, obejmując powierzchnię 11,83 ha. Celem jego powołania było zachowanie stanu lobeliowego Jeziora Orlego (będącego własnością Skarbu Państwa, w zarządzie Regionalnego Zarządu Gospodarki Wodnej w Gdańsku) i charakterystycznych dla ekosystemu roślin i zwierząt. Dla ochrony rezerwatu przed zagrożeniami zewnętrznymi utworzono otulinę o powierzchni 30,04 ha. Kontrolę sprawuje Regionalny Dyrektor Ochrony Środowiska w Gdańsku.
W obszarze rezerwatu notowane były lobelia jeziorna, poryblin jeziorny, wywłócznik skrętoległy, elisma wodna, grążel drobny.
Obszar rezerwatu jest objęty ochroną czynną.
Rezerwat położony jest w obszarze sieci Natura 2000 Miasteckie Jeziora Lobeliowe (PLH220041).

## Jezioro Orle w beletrystyce
W 2021 roku w numerze 7-8 periodyku „Pomerania” wydrukowano opowiadanie autorstwa Piotra Schmandta pt. „Orle” ukazujące życie codzienne gospodarza jeziora w drugiej połowie XIX wieku.